# 822 (numero)
Ottocentoventidue (822) è il numero naturale dopo l'821 e prima dell'823.

## Proprietà matematiche
- È un numero pari.
- È un numero composto con 8 divisori: 1, 2, 3, 6, 137, 274, 411, 822. Poiché la somma dei suoi divisori (escluso il numero stesso) è 834 > 822, è un numero abbondante.
- È un numero sfenico.
- È un numero semiperfetto in quanto pari alla somma di alcuni (o tutti) i suoi divisori.
- È il venticinquesimo numero della successione di Mian-Chowla.
- È parte delle terne pitagoriche (528, 630, 822), (822, 1096, 1370), (822, 18760, 18778), (822, 56304, 56310), (822, 168920, 168922).
- È un numero congruente.
- È un numero malvagio.
- È un numero palindromo e un numero ondulante nel sistema di numerazione posizionale a base 20 (212).

## Astronomia
- 822 Lalage è un asteroide della fascia principale del sistema solare.
- NGC 822 è una galassia ellittica della costellazione della Fenice.
- Cosmos 822 (vettore Kosmos-3M è un satellite artificiale russo.

## Altri ambiti
- Lo IAR 822 era un aereo agricolo monomotore ad ala bassa sviluppato negli anni settanta e prodotto inizialmente dall'azienda rumena Intreprinderea de Reparatii Material Aeronautic (IRMA) e successivamente dalla Industria Aeronautică Română (IAR).
- Route nationale 822 è la strada statale Eure-et-Loir in Francia.
- Nevada State Route 822 è una autostrada in Nevada, Stati Uniti d'America.
- Ohio State Route 822 è una autostrada in Ohio, Stati Uniti d'America.
- RS-822 è una autostrada a Rio Grande do Sul, Brasile.
- R822 è una strada regionale a sud di Dublino, Irlanda.